# 鎌状赤血球症
鎌状赤血球症（かまじょうせっけっきゅうしょう）は遺伝性の貧血病で、赤血球の形状が鎌状になり酸素運搬機能が低下して起こる貧血症。鎌状赤血球貧血症（かまじょうせっけっきゅうひんけつしょう）ともいう。ICD-10分類ではD57。ほとんどが黒人に発症し主にアフリカ、地中海沿岸、中近東、インド北部で見られる。
常染色体不完全優性遺伝をする。現在、遺伝子型がホモ接合型患者の予後は改善しており、平均生存期間が60歳前後となっている。しかしその結果、慢性的な多臓器障害を有する患者の割合は増加している。一般的な死因は、急性胸部症候群、併発感染症、肺塞栓症、重要臓器の梗塞、および慢性腎臓病である。遺伝子型がヘテロ接合型の場合、低酸素状態でのみ発症するので通常の日常生活は営める。

## 原因
遺伝子突然変異により、11番染色体にあるヘモグロビンβ鎖の6番目のアミノ酸に置換が生じることが原因である。そこには本来はグルタミン酸が入るのだが、バリンがその代わりに入って合成が行われる。
| DNA      | 3'-GGA | CTC | CTC-5' |
| -------- | ------ | --- | ------ |
| mRNA     | CCU    | GAG | GAG    |
| アミノ酸 | Pro    | Glu | Glu    |

| DNA      | 3'-GGA | CAC | CTC-5' |
| -------- | ------ | --- | ------ |
| mRNA     | CCU    | GUG | GAG    |
| アミノ酸 | Pro    | Val | Glu    |

ホモ接合体の場合は、90%のヘモグロビンがヘモグロビンSとなり重症の貧血症を起こす。一方、ヘテロ接合の場合、40%程度なので、日常生活においては発症はしない。酸素分圧が低下すると異常なβ鎖が凝縮する。

## 分布と適応的意味
鎌状赤血球遺伝子を持つ者は、日本にはほとんど見られないが、マラリアが比較的多く発症するアフリカにはかなり見られる。これは鎌状赤血球がマラリアに耐性を持つことと関係している。マラリアは幼児期にかかると、死に至る可能性が高い感染症である。つまり、鎌状赤血球症自体は保有者の生存に不利であるが、マラリア蔓延地域ではその遺伝子をヘテロに持つものは非保有者と比べて相対的に自然選択において有利であり（生存確率が高い）、この遺伝子が維持されていると考えられている。しかし保有者ばかりになれば、保有者同士の子にはホモで持つ者が増えるため、非保有者が頻度依存淘汰的に有利になり、非保有者の割合も一定に保たれていると考えられる。
ヘテロの遺伝子保因者は正常状態では60%が正常赤血球、40%が鎌状赤血球の状態である。マラリア原虫は人体では赤血球内で増殖する。マラリア原虫に感染すると赤血球のpHは約0.4低下する。pHが低下するとボーア効果により赤血球の鎌状化が進み、全身の赤血球の鎌状赤血球の割合が増加する。マラリア感染初期ではマラリア原虫が感染し鎌状化した赤血球は脾臓で優先的に除去される。感染後期では鎌状化した赤血球によりマラリア原虫は機械的に壊される。これらの機序によりヘテロ保因者はマラリアに対し耐性を発揮する。

## 症状
ホモ接合体の患者が重篤な溶血性貧血症状を示す。黄疸、骨壊死、下腿潰瘍、細菌感染、脾臓の萎縮による激痛発作、微小血管の閉塞、脳卒中による神経系損傷

## 診断
黒人の若者で、腹痛、骨の痛み、吐き気の時に、疑われる疾患の一つ。鎌状赤血球試験、顕微鏡、電気泳動でこの疾患の診断がつく。

## 治療法
主に発作を抑えることが主体となる。脱水症状や細菌感染を防ぐことが第一。発作時は、生理食塩水の大量点滴、輸血、酸素投与が行われる。また、ヒドロキシ尿素は、胎児型ヘモグロビンの産生を増加させるので、これが投与されることもある。ヒドロキシ尿素は疼痛発作、入院、輸血の頻度を減らすことが示されているが、実際に処方を受けている患者が少ないことが指摘されている。骨髄移植などが行われることもあるが、免疫抑制剤を生涯にわたり飲まなければいけなくなるので、リスクファクターもある。現在は遺伝子治療も研究が行われている。